# 榜样
榜样是指若某個人的行为值得被其他人或經常被其他人尤其是年轻人所效仿，那麼這個人就是榜樣。例如有許多年轻粉丝崇拜體育明星、娛樂明星並經常模仿他們的一舉一動。
一個國家有時候也可以是其他國家的榜样，例如19世纪上半葉智利政治人物和知识分子把法国作为榜样，不過後來智利人又把德国作為榜樣。 

## 对职业的影响
根据历史学家Pamela Laird的说法，榜样可能会对個人的职业道路产生相当大的影响。Pamela Laird表示，本杰明·富兰克林是許多19世纪白人商人的榜样。 

## 名人榜样
根据英國的一项调查，英國年轻人經常將体育明星作为榜样，其次是流行歌星。 